# Nasutixalus
Nasutixalus é um género de anfíbios da família Rhacophoridae. Está distribuído por Índia, China, Mianmar, Butão, e possivelmente Nepal.

## Espécies
- Nasutixalus jerdonii (Günther, 1876)
- Nasutixalus medogensis Jiang, Wang, Yan, and Che, 2016
- Nasutixalus yingjiangensis Yang and Chan, 2018